# Soy Cuba
Soy Cuba (en rus: Я Куба, Ya Kuba) és una pel·lícula cubanosoviètica del director Mikhaïl Kalatózov estrenada el 1964. La pel·lícula va tenir una recepció discreta en un primer moment i va caure en l'oblit fins que va ser redescoberta per alguns cineastes estatunidencs trenta anys després. L'acrobàtica filmació i el seu idiosincràtic escenari van portar directors com Martin Scorsese a endegar una campanya per a promoure'n la redifusió.

## Història
Just després de la Revolució Cubana de 1959 i la fugida del dictador Fulgencio Batista, el govern socialista de Fidel Castro, pressionat pels Estats Units d'Amèrica després de trencar-se les relacions diplomàtiques el 1961, va adreçar-se a la Unió Soviètica a la recerca de suport material. En l'àmbit audiovisual, el govern soviètic, interessat a promocionar internacionalment el sistema comunista, es va mostrar d'acord a finançar i produir una pel·lícula cubana propagandística.
El rodatge va durar més d'un any. El director, l'experimentat Mikhaïl Kalatózov, va gaudir de plena llibertat per a dur a terme la seva empresa. Van fer ús de tècniques fílmiques innovadores, com submergir una càmera i afegir-hi lents hermètiques amb un periscopi especial. En un moment donat, més d'un miler de soldats van ser traslladats a un indret per a filmar una escena, tot i que la crisi dels míssils estava succeint en aquell moment. En el guió van col·laborar el cineasta cubà Enrique Pineda i el poeta soviètic Ievgueni Ievtuixenko. El pintor cubà René Portocarrero va confeccionar el cartell de la pel·lícula i va participar en la seva direcció artística. La música va ser composta per Carlos Fariñas.
Malgrat l'enorme suport ofert, la pel·lícula no va ser rebuda favorablement pel públic. A l'Havana va ser criticada per mostrar el costat més estereotipat dels cubans, i a Moscou va ser considerada naïf i no prou revolucionària. A més, la pel·lícula no va travessar el Teló d'acer a causa de la Guerra Freda. Quan la dissolució de la Unió Soviètica, Soy Cuba era pràcticament desconeguda.
El 1992, l'escriptor cubà Guillermo Cabrera va visionar la pel·lícula durant el Festival de Cinema de Telluride en el marc d'una retrospectiva de les obres de Kalatózov. El Festival Internacional de Cinema de San Francisco la va programar el 1993 portant tres professionals del cinema que van tenir l'oportunitat de veure-la i contactar amb Milestone Films a Nova York, una distribuïdora independent que porta a la pantalla cintes perdudes o oblidades. El 1994, un amic va convidar l'afamat director Martin Scorsese a un visionat privat. Scorsese es va meravellar amb el film i Milestone el va requerir l'any següent per assistir a la presentació de la pel·lícula. Un altre admirador de Soy Cuba, el director Francis Ford Coppola, també va col·laborar en la presentació de 1995.

## Argument
La pel·lícula consisteix en quatre històries curtes sobre el patiment del poble cubà sota la dictadura de Batista i les seves reaccions, variant de la sorpresa passiva a la marxa de la guerrilla. Entre les històries, una narradora (representant «la veu de Cuba») relata fets com Soy Cuba, la Cuba de los casinos, pero también de la gente.
La primera història mostra les masses cubanes indigents posades en contrast amb l'esplendor dels casinos per a estatunidencs i la prostitució a l'Havana. La història següent narra la crema d'un camp de canya de sucre quan el pagès descobreix que perdrà la seva terra a favor de la United Fruit Company. La tercera història descriu la repressió d'estudiants conscients a la Universitat de l'Havana (que ofereix un dels plànols més llargs de la càmera). La part final mostra els grangers que ajuden els rebels a Sierra Maestra, conduint en última instància a la marxa triomfal a l'Havana per a proclamar el triomf de la Revolució.

## Tècnica
El que més admira les audiències cinèfiles d'aquesta pel·lícula són els plans seqüència. Comença amb una presa aèria d'un bosc tropical que mostra un passatge que és sobtadament interromput per un salt dalt d'un hotel on té lloc un concurs de bellesa acompanyat de música pop. La càmera, usant un gran angular, es mou entre les concursants, surt de l'edifici i baixa dos pisos fins a entrar en un club per acabar giravoltant entre els cambrers de la barra. Després entra a la piscina i es desplaça sota l'aigua, on acaba. De fet, l'escena original va ser més llarga car la càmera fotogràfica surt de l'aigua, però Kalatózov va decidir tallar aquest tros del metratge final. Aquesta escena va ser imitada pel director Paul Thomas Anderson a la pel·lícula Boogie Nights, quan la càmera avança al voltant d'una piscina, se submergeix sota l'aigua i el so canvia, com a Soy Cuba.
Hi ha també una escena notable de quatre minuts amb un pla llarg que es retira lentament d'una plantació de canya de sucre i una casa cremant. Aquesta tècnica és també emprada pel director soviètic Andréi Tarkovski a Offret (1986). En una altra escena, la càmera segueix un taüt en un carrer ple de gent. Després para i es mou lentament cap amunt d'un edifici mostrant almenys quatre accions diferents, fins a arribar a dalt de l'edifici, des d'on segueix filmant el taüt. Continua gravant de costat creuant el carrer per dalt i entrant a través d'una finestra en una fàbrica de cigars i anant cap a una finestra on els treballadors de la tabaquera observen el taüt. La càmera finalment passa a través de la finestra i sembla surar sobre el carrer entre els edificis. Aquestes preses van aconseguir-se muntant una línia de tècnics i passant la càmera de mà a mà.
Tots els personatges són estereotips: com el del client ric d'una prostituta, els mariners borratxos que persegueixen dones, o el d'agents d'una corporació que compra una plantació de canya de sucre. D'altra banda, cal tenir en compte que, en el mateix període, als països capitalistes es retratava els soviètics sovint com a espies malvats.
El 2005, un documental sobre la producció de l'obra va ser publicat amb el nom Soy Cuba. El mamut siberià. Dirigit pel brasiler Vicente Ferraz, el documental analitza el procés de creació de la pel·lícula, explica algunes de les gestes tècniques i inclou entrevistes amb molta de la gent que hi va treballar.